# N.E.C. in het seizoen 1965/66
Het seizoen 1965/1966 was het 12e jaar in het bestaan van de Nijmeegse betaaldvoetbalclub N.E.C.. De club kwam uit in de Eerste divisie en eindigde daarin op de zesde plaats. Tevens deed de club mee aan het toernooi om de KNVB beker, hierin werd het team in de groepsfase uitgeschakeld.

## Wedstrijdstatistieken

### Eerste divisie
|       | Alkmaar '54 | Blauw-Wit | SC Cambuur | DHC   | Eindhoven | Holland Sport | NAC   | RBC   | Sittardia | Velox | Volendam | De Volewijckers | VVV   | Xerxes |
| ----- | ----------- | --------- | ---------- | ----- | --------- | ------------- | ----- | ----- | --------- | ----- | -------- | --------------- | ----- | ------ |
| Thuis | 0 – 3       | 1 – 1     | 3 – 1      | 5 – 3 | 3 – 1     | 3 – 2         | 0 – 1 | 5 – 1 | 2 – 1     | 2 – 2 | 1 – 0    | 2 – 0           | 0 – 0 | 0 – 1  |
| Uit   | 2 – 1       | 2 – 2     | 3 – 2      | 0 – 2 | 1 – 3     | 0 – 1         | 1 – 0 | 1 – 4 | 2 – 2     | 3 – 3 | 2 – 1    | 0 – 0           | 1 – 4 | 4 – 2  |

### KNVB beker
| Groepsfase                                         | N.E.C.                                      | 3 – 2 (0 – 0) | Wageningen              |
| 19 september 1965 Plaats: Nijmegen Goffertstadion  | Jo Schipperheijn 53' Chris Geutjes 80', 89' |               | 64', 88' Piet Hermsen   |
| Groepsfase                                         | Vitesse                                     | 1 – 1 (0 – 0) | N.E.C.                  |
| 7 november 1965 Plaats: Arnhem Nieuw-Monnikenhuize | Chris de Vries 58'                          |               | 80' (pen.) Gerard Weber |
| Groepsfase                                         | Go Ahead                                    | 2 – 0 (2 – 0) | N.E.C.                  |
| 2 januari 1966 Plaats: Deventer Vetkampstraat      | Wietse Veenstra 31' Jan Boekestein 40'      |               |                         |

## Statistieken N.E.C. 1965/1966

### Eindstand N.E.C. in de Nederlandse Eerste divisie 1965 / 1966
| Stand | Gespeeld | Gewonnen | Gelijk | Verloren | Punten | Doelpunten voor | Doelpunten tegen |
| ----- | -------- | -------- | ------ | -------- | ------ | --------------- | ---------------- |
| 6e    | 28       | 13       | 7      | 8        | 33     | 54              | 39               |

### Topscorers
| #      | Naam            | Goal |
| ------ | --------------- | ---- |
| 1.     | Tini van Reeken | 15   |
| 2.     | Chris Geutjes   | 11   |
| 3.     | Tijn van Lier   | 10   |
| 4.     | Gerard Weber    | 8    |
| 5.     | Rob Lelieveld   | 3    |
| 5.     | Cor Smulders    | 3    |
| 5.     | Ben Werts       | 3    |
| 8.     | Paul Merkx      | 1    |
| Totaal | Totaal          | 54   |

| #      | Naam             | Goal |
| ------ | ---------------- | ---- |
| 1.     | Chris Geutjes    | 2    |
| 2.     | Jo Schipperheijn | 1    |
| 2.     | Gerard Weber     | 1    |
| Totaal | Totaal           | 4    |

## Voetnoten
Alkmaar '54 ·
Blauw-Wit ·
Cambuur ·
DHC ·
Eindhoven ·
Holland Sport ·
NAC ·
N.E.C. ·
RBC ·
Sittardia ·
Velox ·
Volendam ·
De Volewijckers ·
VVV ·
Xerxes